# Petiville
Petiville é uma comuna francesa na região administrativa da Normandia, no departamento de Sena Marítimo. Estende-se por uma área de 16,72 km². Em 2010 a comuna tinha 1 151 habitantes (densidade: 68,8 hab./km²).